# Anna Vissi
Anna Vissi (grško: Άννα Βίσση), grško-ciprska pevka, * 20. december 1957, Larnaca, Ciper.

## Življenjepis
Anna Vissi se je začela že v zgodnjem otroštvu ukvarjati z glasbo; z uradnim glasbenim izobraževanjem je pričela pri šestih letih, ko je začela obiskovati konservatorij. Pri dvanajstih letih je zmagala na tekmovanju glasbenih talentov, dve leti kasneje pa je prvič nastopila na televiziji. Leta 1973 se je z družino preselila v Atene ter tam obiskovala glasbeno akademijo, nastopala v klubih ter študirala pravo.
Začela je sodelovati s slavnimi grškimi skladatelji. Leta 1980 je zastopala Grčijo na Pesmi Evrovizije, leta 1982 pa je bila ciprska predstavnica. Leta 2006 je na evrovizijske odre stopila tretjič - ponovno kot predstavnica Grčije.
Velja za najuspešnejšo pevko s Cipra.

## Discografie

### Greeks Album
- 1977: As Kanoume Apopse Mian Arhi
- 1979: Kitrino Galazio - 2x Platinum
- 1980: Nai - Platinum
- 1982: Anna Vissi - Platinum
- 1982: Eimai To Simera Kai Eisai To Hthes
- 1984: Na 'Hes Kardia - Gold
- 1985: Kati Simveni - Gold
- 1986: I Epomeni Kinisi - 2x Platinum
- 1988: Tora - Gold
- 1988: Empnefsi! - Gold
- 1989: Fotia - Platinum
- 1990: Eimai - Gold
- 1992: Emeis - Gold
- 1992: Lambo - Platinum
- 1994: Re! - Gold
- 1995: O! Kypros - Platinum
- 1996: Klima Tropiko - 3x Platinum
- 1997: Travma - 3x Platinum
- 1998: Antidoto - 3x Platinum
- 2000: Kravgi - 7x Platinum
- 2002: X - 2x Platinum
- 2003: Paraksenes Eikones - 2x Platinum
- 2005: Nylon - Platinum
- 2008: Apagorevmeno - 2x Platinum

### English Album
- 2000: Everything I Am - Gold
- 2010: Untitled English Album

### Singles
- 1997: Forgive Me This
- 2000: Agapi Ypervoliki - 4х Platinum
- 2000: Everything I Am - Platinum
- 2004: Remixes 2004 - Gold
- 2005: Call Me - Gold
- 2006: Everything - Gold

### DVD's
- 2001: Anna Vissi: The Video Collection - Gold
- 2005: Anna Vissi Live - Gold